# SparQ
SparQは、SyQuestの発売していたリムーバブルハードディスクである。容量1GB。

## 概要
リムーバブルハードディスクとは、ハードディスクのディスク部のみを取り外しカートリッジに入れた構造で、ハードディスク並みの読み書き速度を持つリムーバブルメディアである。SyQuestはこのリムーバブルハードディスクを得意として、さまざまな製品群を発売していたが、SparQもそれらのうちのひとつ。
GBクラスのリムーバブルハードディスク、アイオメガJazの対抗馬としてSyQuestはSyJetを発売した。しかしSyJetの販売は低調であり、さらにDVD-RAM等のより大きな新メディアとの対抗を見据えつつ、価格をより安く設定し発売したのが当製品である。
1997年に発売時、その低価格の面から話題にはなったが、本格的に普及する前にSyQuestが業務停止（1998年11月2日）・後に倒産してしまったので広く普及することはなかった。
SparQに関しては、SyJet含め同社製品間で互換性のある機種はない。

## 仕様
- 容量：1GB
- 平均シークタイム：12ms
- データ転送速度：2MB/sec（パラレルポート版）
- インターフェース：IDE、パラレルポート、USB[2]

## 価格
米国でのメディア(記憶媒体)の販売価格において、ZIPドライブ1枚が100MBで$22であるのに対し、SparQは1GBで$39。ドライブは$199。これは、JazやSyJet（ドライブ：約300$、ディスク79～124$）と比較して安価に設定されていた。
日本においては、ニチメン電子部品が総販売代理店として1998年5月に発売した際の価格がドライブ39,900円・ディスク6,000円。なお1997年の時点で、競合規格ではあるJaz（1GB）のディスク1枚あたり実売価格は12,000円、Zip（100MB）は2,000円弱だった。